# Блакитна сорока
Блакитна сорока (Cyanopica) — рід горобцеподібних птахів родини воронових (Corvidae). Включає два види, один з яких поширений в Східній Азії, другий — на Піренейському півострові.

## Опис
Це птахи середнього розміру (33-38 см), з міцною і стрункою статурою з довгим хвостом (який має приблизно таку ж довжину, як тіло), схожим на хвіст сороки, з квадратною і подовженою головою, сильною конічною формою. Має гострий дзьоб, сильні ноги і пальчасті крила: оперення сіре на спині і білувате на горлі і животі, з чорним капюшоном на голові і синіми крилами і хвостом, без статевого диморфізму.

## Види
- Сорока блакитна (Cyanopica cyanus)
- Сорока іберійська (Cyanopica cooki)